# Хуанеле
Хуан Каста́ньо Киро́с (исп. Juan Castaño Quirós; род. 10 апреля 1971 года, Хихон, Испания), более известный как Хуане́ле (исп. Juanele) — испанский футболист, нападающий. Известен по выступлениям за «Тенерифе», «Сарагосу» и сборную Испании. Участник чемпионата мира 1994 года.

## Клубная карьера
Хуанеле воспитанник хихонского «Спортинга». 1 сентября 1991 года в матче против «Реал Вальдолид» он дебютировал в Ла Лиге. 4 ноября в поединке против «Эспаньола» Хуанеле забил свой первый гол за клуб. В 1994 году он перешёл в «Тенерифе». 4 сентября в матче против «Сарагосы» Хуанеле дебютировал в клубе с Канарских островов. В сезоне 1995/1996 его удачный дуэт в Хуаном Антонио Пицци, позволил «Тенерифе» занять пятое место и попасть в Кубок УЕФА, где команда добралась до полуфинала. В 1999 году Хуанеле вылетел вместе с командой в Сегунду.
Летом того же года он перешёл в «Сарагосу». 22 августа в матче против «Барселоны» Хуанеле дебютировал за клуб. В своём первом сезоне он забил 9 мячей, что является наилучшим результатом за всю карьеру в рамках одного сезона и стал вторым бомбардиром команды после Саво Милошевича. В 2001 году Хуанеле помог «Сарагосе» завоевать Кубок Испании. В следующем сезоне он вылетел вместе с командой в Сегунду, но остался в клубе и через год помог клубу вернуться в элиту. В 2004 году Хуанеле во второй раз выиграл национальный кубок. В 2004 году он покинул «Сарагосу» и после непродолжительных выступлений за «Террассу», «Реал Авилес», «Камочу» и «Росес» завершил карьеру.

## Международная карьера
19 января 1994 года в товарищеском матче против сборной Португалии Хуанеле дебютировал за сборную Испании, в той же встрече он забил свой первый гол за Испанию. В том же году Хуанеле попал в заявку национальной команды на участие в Чемпионате мира в США. На турнире он был запасным и на поле так и не сыграл ни минуты.

### Голы за сборную Испании
| #   | Дата           | Место                          | Противник  | Счёт | Соревнование      |
| --- | -------------- | ------------------------------ | ---------- | ---- | ----------------- |
| 01. | 19 января 1994 | Балаидос, Виго, Испания        | Португалия | 2:2  | Товарищеский матч |
| 02. | 10 июня 1994   | Клод Робилан, Монреаль, Канада | Канада     | 0:2  | Товарищеский матч |

## Личная жизнь
После завершения карьеры Хуанеле страдал от депрессии и в начале 2008 года был доставлен в больницу Хихона с диагнозом передозировка антидепрессантов. После выздоровления он открыл футбольную школу со своим бывшим одноклубником Иваном Иглесиасом.
2 июня 2015 года в состоянии алкогольного опьянении Хуанеле напал с битой на свою подругу, которая работала в парикмахерской в Хихоне. 20 июня он был приговорён к пяти месяцам тюрьмы и трём годам условного наказания.

## Достижения
«Сарагоса»
- Обладатель Кубка Испании — 2000/2001
- Обладатель Кубка Испании — 2003/2004